# Bruingele fluweelboleet
De bruingele fluweelboleet (Hortiboletus bubalinus) is een paddenstoel uit de familie Boletaceae. Hij is een ectomycorrhizapartner van loofbomen, voornamelijk Populier en Abeel, soms ook Eik of Linde, op humeuze, voedselrijke zandige of lemige bodem.

## Kenmerken

### Uiterlijke kenmerken
Hoed
Een fluweelboleet met geelbruine of okerbruine hoed, vaak met een duidelijk afgegrensde blekere rand, fluwelig en pas laat craquelé wordend; buisjes en poriën helder geel dan groengeel, snel blauw verkleurend.  De hoeddiameter is 20 tot 120 mm.
Steel
De steel heeft een lengte van 30 tot 80 mm en een dikte van 3 tot 15 mm. Hij is cilindrisch, vaak in een puntje versmald naar de voet, grof vezelig, geel oker, vaak met rode tinten in het middelste deel. 
Vlees
Vlees op doorsnede roze in de zone direct onder de hoedhuid, verder wit tot geel in de hoed en wittig in de steeltop, vaak bruinig in de voet van de steel, zonder rode puntjes, maar wel soms rood aanlopend in de steelvoet, heel karakteristiek blauw verkleurend in de hoed in de zone net boven de buisjes en in het bovenste deel van de steel.
Sporen
De gladde sporen zijn 11-15 × 4,5–5 μm groot.

## Verwarrende soorten
Hij wordt vaak gedetermineerd als:
- Roodsteelfluweelboleet (X. chrysenteron), die niet verkleurend vlees heeft en bij naaldbomen en soms bij beuk groeit.
- Blozende fluweelboleet (X. engelii) lijkt er wel wat op, maar heeft rode puntjes in de steelbasis en een andere verkleuring van het vlees. Wordt tegenwoordig ook wel in het geslacht Hortiboletus geplaatst.

## Verspreiding
De bruingele fluweelboleet komt in Nederland matig algemeen voor.

## Foto's

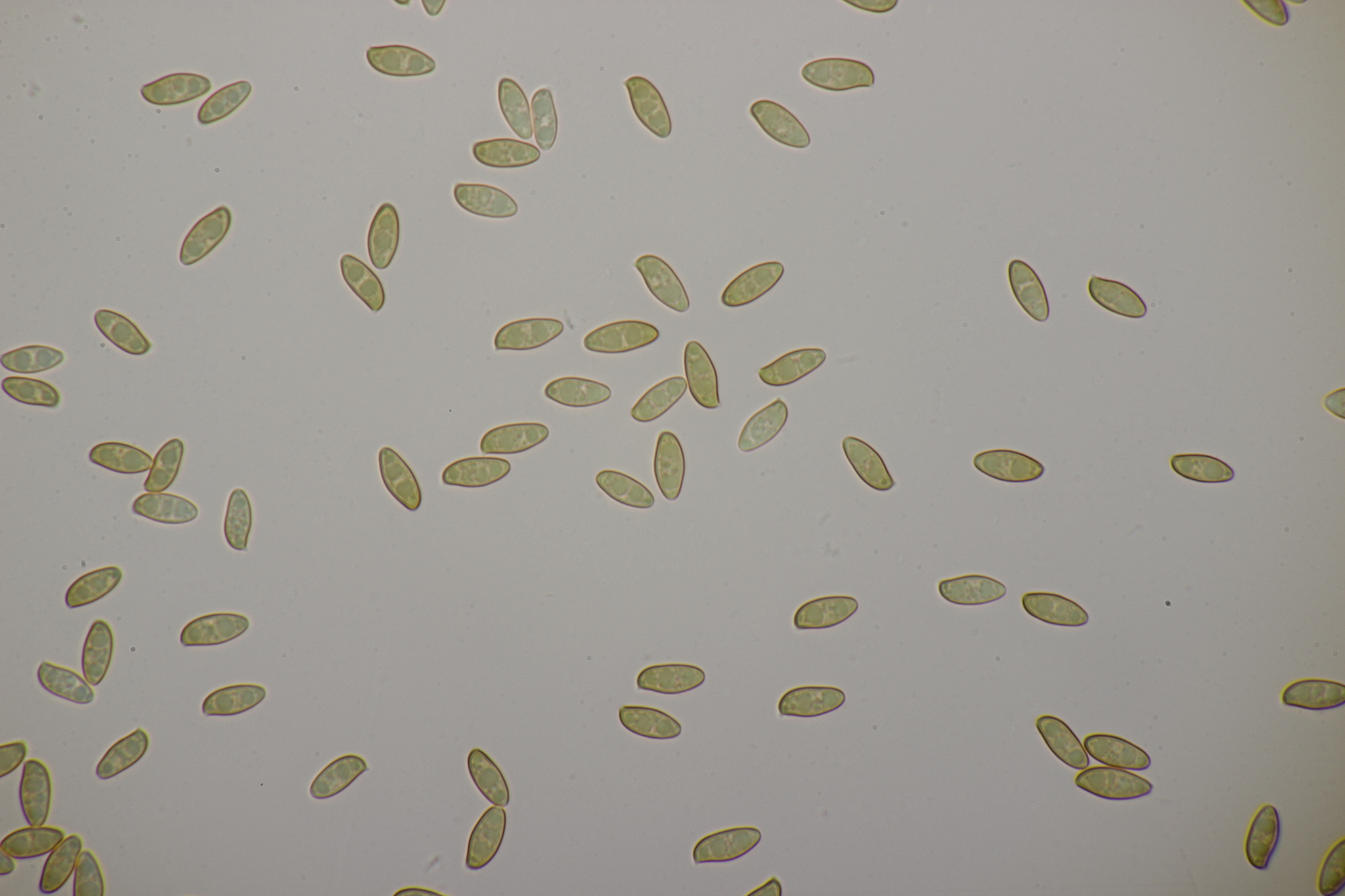
sporen
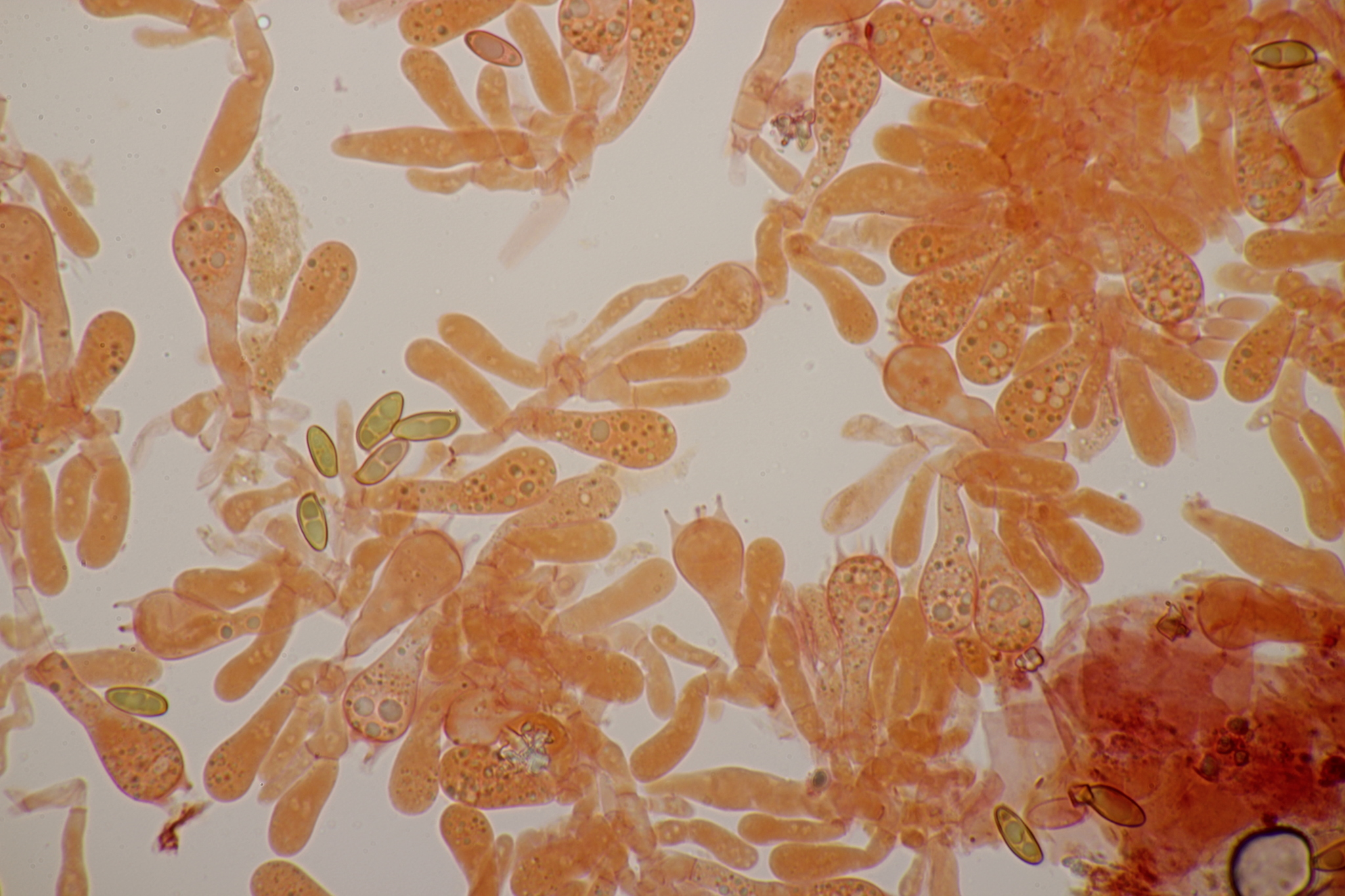
Basidia
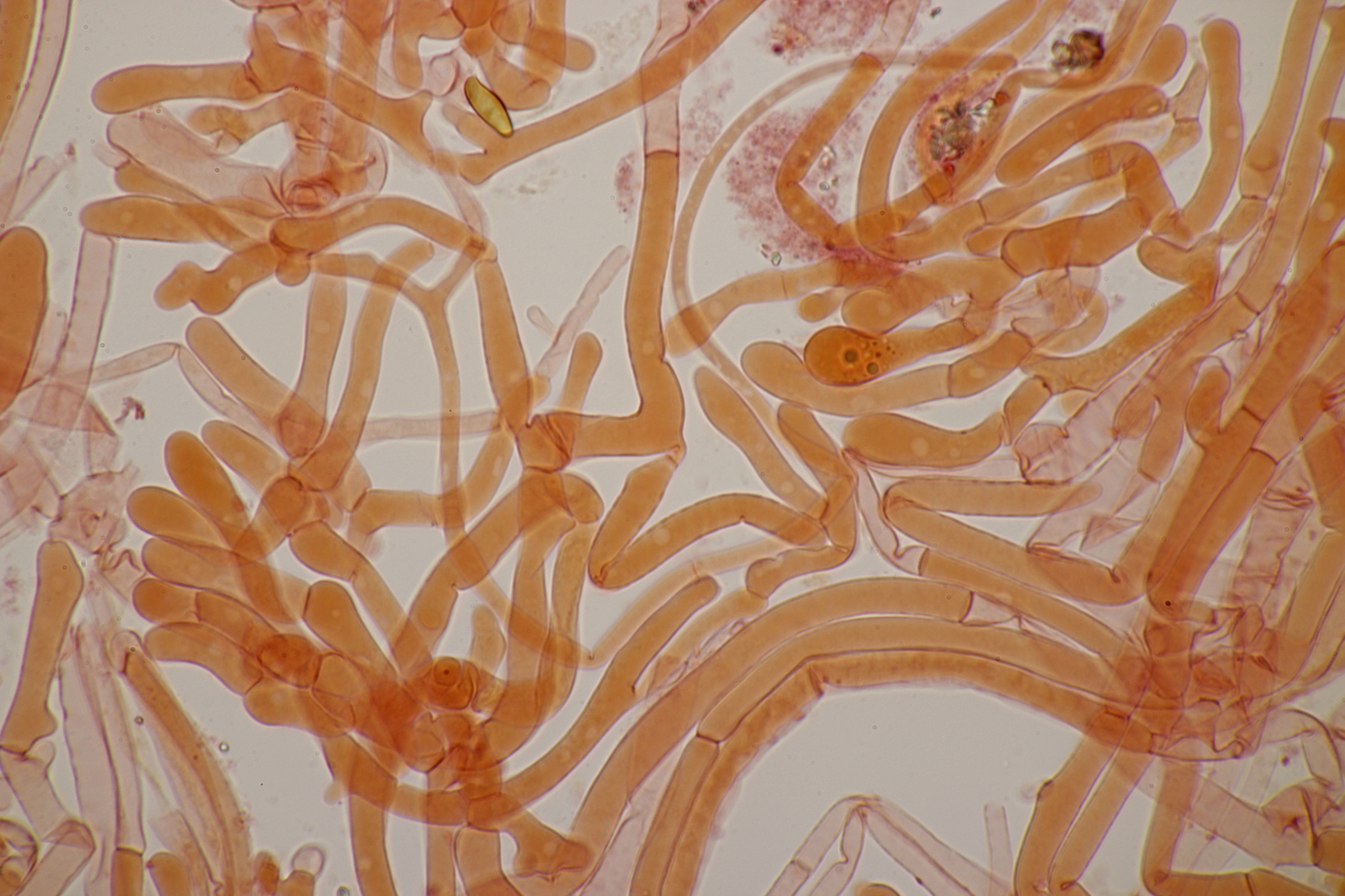
Hyfen